# 전상우 (1953년)
전상우(全湘雨, 1953년 2월 11일 ~ , 서울)는 대한민국의 공무원이다.

## 학력
- 1971년 : 서울대학교 사범대학 부설고등학교 졸업
- 1975년 : 서울대학교 자원공학 학사
- 1979년 : 서울대학교 행정대학원
- 1985년 : 피츠버그대학교 대학원 에너지자원 석사
- 2004년 : 충남대학교 대학원 법학 석사

## 경력
- 1997.01 ~ 1998.03 : 통상산업부 전자부품과장
- 1998.03 ~ 1998 : 산업자원부 반도체전기과장
- 1998 ~ 1998.11 : 산업자원부 산업기술국 산업기술정책과장
- 1998.11 ~ 2000.01 : 특허청 기획관리관실 기획관리관
- 2000.01 ~ 2001.04 : 특허청 국장
- 2001.04 ~ 2002.01 : 특허청 국제특허연수부장
- 2002.01 ~ 2004.04 : 특허청 특허심판원 심판장
- 2004.04 ~ 2004.10 : 특허청 특허심판원장
- 2004.10 ~ 2006.01 : 특허청 차장
- 2006.02 ~ 2008.04 : 특허청장

## 수상
- 2004년 : 황조근정훈장

| 전임 정태신 | 제17대 특허청 차장 2004년 10월 17일 ~ 2006년 1월 31일 | 후임 김열 |

| 전임 김종갑 | 제19대 특허청장 2006년 2월 1일 ~ 2008년 4월 30일 | 후임 고정식 |